# Hotel Transylwania
Hotel Transylwania (ang. Hotel Transylvania) – amerykański film animowany 3D, wyprodukowany przez studio Sony Pictures Animation na zlecenie wytwórni Columbia Pictures. Jego oficjalna premiera miała miejsce 28 września 2012 roku. Za reżyserię obrazu odpowiada Genndy Tartakovsky, znany przede wszystkim z pracy nad serialami animowanymi Laboratorium Dextera oraz Samuraj Jack. Producentem filmu jest Michelle Murdocca. Postaciom z Hotelu Transylwania głosu użyczyli m.in.: Adam Sandler, Andy Samberg, Selena Gomez, Cee Lo Green i David Spade.

## Fabuła
Hrabia Drakula zostaje samotnym ojcem malutkiej Mavis. Postanawia zrobić wszystko, żeby chronić córkę przed okrucieństwem ludzi i postanawia wybudować hotel, w którym gośćmi mogą być jedynie potwory. Mavis rośnie i jest coraz bardziej ciekawa świata, jednak Drakula pragnąc zniechęcić ją do poznawania nowych rzeczy. Opowiada jej o okrucieństwie ludzi wobec potworów. Hotel został wybudowany i odpowiednio zabezpieczony, tak żeby żaden człowiek się do niego nie dostał. Wszystko zmienia się przed 118 urodzinami Mavis. Jak co roku do hotelu zjechały najbardziej znane potwory świata, w celu świętowania urodzin córki przyjaciela. Dziewczyna mimo mrożących krew w żyłach opowieści ojca postanawia odwiedzić pobliską wioskę. Wszystko to było częścią planu Draka, który za wszelką cenę chciał zatrzymać córkę w hotelu. Rozkazał zbudować makietę wioski, a zombie pracującym w hotelu przebrać się za ludzi żądnych śmierci Mavis. Przerażona i rozczarowana dziewczyna wraca do domu przyznając ojcu rację. W tym samym czasie w hotelu zjawia się niezwykły gość. Młody podróżnik usłyszał historię o przerażającym zamczysku goszczącym potwory i postanowił je odwiedzić. Zdenerwowany Drakula próbował ukryć chłopaka przed resztą potworów, postanowił jednak, że przebierze go za kuzyna Frankensteina. Nieznany młodzieniec wzbudza niemałe zainteresowanie wśród potworów, nie umyka także uwadze Mavis. Pojawia się mnóstwo pytań o tajemniczego przybysza, wówczas Drak przedstawia go jako Jonathana Steina, dalekiego kuzyna Frankensteina oraz wymyśla, że zatrudnił młodzieńca w wieku zbliżonym do jego córki, aby pomógł mu zorganizować wyjątkowe przyjęcie urodzinowe. Chłopak wczuwa się w rolę organizatora i proponuje rozwiązania zupełnie inne od tych, które do tej pory obowiązywały w hotelu Hrabiego. Zapoznaje potwory z nowoczesną muzyką, zabawia je jazdą na hulajnodze oraz na nowo definiuje pojęcie zabawy. Wszyscy oprócz Drakuli są zachwyceni nowatorskimi pomysłami tajemniczego Johna. W międzyczasie Quasimodo, który w hotelu pełni rolę kucharza, wraz ze swoją myszką Esmeraldą wyczuwają obecność człowieka i postanawia go wytropić. Między młodymi rodzi się uczucie, co nie umyka bystremu oku stroskanego ojca. Drakula chce ukarać chłopaka i każe mu ustawiać stoły w sali balowej. Chłopak zauważa, że stoły same reagują na polecenia i postanawia zagrać Hrabiemu na nosie i na latających stołach bawią się w berka. Obaj bawią się świetnie, Drakula przekonał się, że człowiek nie ma złych zamiarów i zaczyna go lubić. Podczas zabawy na stołach dochodzi do zderzenia ze zbrojami, a Jonathan zostaje schwytany przez Quasimodo, który postanawia go upiec na rożnie, straże hotelu na polecenie Drakuli ruszają w pościg za kucharzem, jednak nie udaje im się go schwytać. Wówczas wampir bierze sprawy w swoje ręce i sam uwalnia chłopca, paraliżując przy tym kucharza. Drakula naprawdę polubił młodego człowieka i otwiera się przed nim, zabiera go do swego pokoju, w którym wisi obraz jego zmarłej żony. Jonathan rozpoznaje kobietę na obrazie i opowiada mu historię, którą usłyszał podczas jednej ze swojej podróży. Drakula ze złością i smutkiem opowiada mu prawdziwą historię o tym jak miejscowi ludzie z nienawiści do wampirów spalili ich ówczesny dom, a razem z domem spłonęła miłość jego życia. Dzięki opowieści Jonathan zrozumiał nienawiść i strach potworów przed ludźmi, postanawia odejść, jednak Drakula prosi go, aby został na przyjęciu urodzinowym Mavis, na co chłopak się zgadza. Podczas przyjęcia wszyscy, łącznie z Hrabią bawią się świetnie. Mavis wspaniale czuje się w towarzystwie chłopca i postanawia go pocałować. Drakula widząc to wścieka się, rozpoczyna się awantura. Jakby tego było mało do sali zostaje wwieziony sparaliżowany Quasimodo i ujawnia prawdę o tajemniczym kuzynie Frankensteina. Wybucha panika, Mavis rzuca się chłopakowi na szyję i przyrzeka, że jego pochodzenie nie zmienia jej uczuć wobec niego. Chłopak bojąc się gniewu Drakuli i pamiętając o tym, że Hrabia utracił już jedną miłość swego życia postanawia odejść. W hotelu nadal panuje panika, ale Drakula postanawia zająć się złamanym sercem córki. Mavis oznajmia mu, że czuje, że to nie było zwykłe zauroczenie, ale zing. Ojciec chce naprawić swój błąd, prosi o pomoc przyjaciół: Frankensteina, mumię Murraya, wilkołaka Waynea oraz Griffina niewidzialnego człowieka. Tropiąc chłopca trafiają do Transylwanii na festiwal potworów. Odkrywają, że w oczach ludzi już nie są bestiami, a bohaterami. Postanawiają ujawnić się przed ludźmi i poprosić ich o pomoc w przedostaniu się na lotnisko. Ci robią dla wampira tunel chroniący przed słońcem. Drakula zmienia się w nietoperza i mimo palącego słońca dogania samolot. Za pomocą swoich mocy hipnotyzuje pilota, aby przekazać Jonathanowi wiadomość. Zawraca samolot i sprowadza chłopca do zamku. Jonny tłumaczy Mavis dlaczego odszedł. Dziewczyna wybacza ojcu i chłopakowi. Młodzi postanawiają wyruszyć w podróż, na ich cześć zostaje wydane kolejne przyjęcie, na którym wspaniale bawią się wszystkie potwory.

## Obsada
- Adam Sandler jako Drakula, właściciel Hotelu Transylwania[6]
- Andy Samberg jako Jonathan, 21-letni chłopak, gość hotelu[6]
- Selena Gomez jako Mavis, 118-letnia, nastoletnia córka Drakuli[7]
- Kevin James jako Frank/Frankenstein[6]
- Fran Drescher jako Eunice, żona Frankensteina[6]
- Jon Lovitz jako Quasimodo, w przeszłości dzwonnik Notre Dame, obecnie szef kuchni[6][4]
- Cee Lo Green jako Mumia Murray[6]
- Steve Buscemi jako Wayne, wilkołak, mąż Wandy[6]
- Molly Shannon jako Wanda, wilkołak, żona Wayne’a[6]
- David Spade jako Griffin, niewidzialny człowiek[4]

## Wersja polska
Wersja polska: Start International Polska

Reżyseria i dialogi polskie: Bartosz Wierzbięta

Teksty piosenek: Marek Robaczewski

Dźwięk i montaż: Michał Skarżyński

Kierownictwo produkcji: Dorota Nyczek

Udział wzięli:
- Tomasz Borkowski – Drakula
- Agnieszka Mrozińska – Mavis
- Paweł Ciołkosz – Jonathan
- Piotr Warszawski – Frankenstein
- Krzysztof Dracz – Wilkołak Wayne
- Agnieszka Matysiak – Eunice
- Mieczysław Morański – Quasimodo
- Anna Apostolakis – Wanda
- Marek Robaczewski – Murray
- Tomasz Bednarek – Griffin
- Barbara Zielińska – Główka na drzwiach
- Grzegorz Pawlak – Zbroja

W pozostałych rolach:
- Piotr Bąk
- Wojciech Chorąży
- Agnieszka Fajlhauer
- Michał Głowacki
- Barbara Kałużna
- Fabian Kocięcki
- Elżbieta Kopocińska
- Przemysław Nikiel
- Krzysztof Plewako-Szczerbiński
- Adam Pluciński
- Miłogost Reczek
- Katarzyna Skolimowska
- Anna Sroka-Hryń
- Zbigniew Suszyński
- Paweł Szczesny
- Monika Wierzbicka
- Janusz Wituch
- Zosia Modej
- i Adam Bednarek

Lektor tytułu: Marek Ciunel

## Muzyka
- LMFAO - "I’m sexy and I know it"
- Becky G. ft. Will.i.am - "Problem"
- Owl City ft. Carly Rae Japsen - "Good Time"
- Adam Sandler - "Hush little baby"
- Adam Sandler - "Daddy’s Girl"
- Kevin James, CeeLo Green, Steve Buscemi e David Spade - "Where Did The Time Go Girl"
- Andy Samberg - "Sweet 118"
- Andy Samberg, CeeLo Green, Selena Gomez, Adam Sandler and Kevin James - "The Zing"
- Peter Tvrznik - "Helpless"[8]

## Produkcja
Projekt Hotel Transylwania był w fazie rozwoju od 2006 roku, kiedy to Anthony Stacchi i David Feiss zostali wyłonieni na funkcję reżyserów obrazu. W 2008 roku na tej pozycji zastąpił ich Jill Culton, zaś w 2010 roku rolę reżysera filmu przejął Chris Jenkins. Ostatecznie reżyserią Hotelu Transylwania zajął Genndy Tartakovsky, znany przede wszystkim jako autor, reżyser i scenarzysta seriali Laboratorium Dextera oraz Samuraj Jack.
W listopadzie 2011 roku ogłoszono, że w rolę Mavis, nastoletniej córki Drakuli, wcieli się Miley Cyrus, jednakże w lutym 2012 roku Adam Sandler wytłumaczył, że Cyrus zrezygnowała z udziału w projekcie, a jej miejsce zajęła Selena Gomez.

## Odbiór krytyczny
Film otrzymał mieszane recenzje; generalnie chwalono reżyserię i animację, a krytykowano scenariusz. Serwis Rotten Tomatoes w oparciu o opinie ze 139 recenzji przyznał filmowi wynik 45%.